# Amor Gitano
„Amor Gitano” este un cântec al interpreților Alejandro Fernández și Beyoncé Knowles. Duetul a fost imprimat în luna ianuarie a anului 2007, urmând a fi inclus pe albumul Viento a Favor, al solistului și pe ediția specială a materialului B'Day, promovat de Knowles. Compoziția a fost lansată ca primul single al discului lui Fernández și cel de-al doilea extras pe single al lui Knowles în America de Sud și Spania. Înregistrarea a fost trimisă posturilor de radio din Statele Unite ale Americii la finele lunii februarie 2007, un compact disc urmând a fi comercializat în Mexic.
Cântecul a fost realizat pentru a promova telenovela Zorro: La Espada y la Rosa, fiind inclusă pe coloana sonoră a acesteia. Piesa nu a beneficiat de un videoclip oficial, spre deosebire de celelalte discuri single lansate anterior de Knowles de pe B'Day, însă posturile de televiziune au difuzat un colaj de imagini din serial. Înregistrarea, compusă de Rudy Pérez, cuprinde atât elemente specifice muzicii pop, cât și ale celei flamenco. Ulterior, compoziția a fost inclusă și pe EP-ul în limba spaniolă al lui Beyoncé, Irreemplazable.
Înregistrarea s-a bucurat de un succes major în Spania, unde a ocupat prima poziție în clasamentul compilat de Promusicae și a devenit cel mai bine vândut single al anului 2007. Grație celor peste 173.000 de exemplare comercializate în acest interval, „Amor Gitano” a fost recompensat cu opt discuri de platină pe teritoriul acestei țări și a devansat șlagăre ale unor artiști precum Jennifer Lopez sau Shakira. Alte prezențe notabile au fost obținute și în America de Sud, Mexic și ierarhia Latin Pop Airplay, compilată de revista americană Billboard.

## Compunere
Inițial, directorul Sony Music Kevin Lawrie, președinte al companiei Sony BMG Latin se afla în discuții cu Sony Entertainment Television, firma ce se ocupa cu realizarea telenovelei Zorro: La Espada y la Rosa, pentru a realiza cântecul ce va fi inclus pe coloana sonoră a producției și va fi utilizată pentru a promova materialul. Concomitent, Alejandro Fernández și Beyoncé se aflau în procesul de selectare al înregistrărilor ce urmau să fie incluse pe discurile lor, interptetul lucrând la definitivarea albumului Viento a Favor, iar Knowles la ediția specială a compact discului B'Day. Piesa a fost compusă de Reyli Barba și Jaime Flores și i-a fost prezentată lui Paul Forat, ce s-a declarat încântat de înregistrare și a sugerat faptul că ar fi potrivită pentru Fernández. La scurt timp, Lawrie l-a contactat pe managerul solistei, Mathew Knowles, care a inclus-o pe artistă în colaborare. Cântecul a fost imprimat în luna ianuarie a anului 2007 în studioul Rock the Mic Studios din New York. Knowles și-a exprimat încântarea față de colaborarea cu Fernández, declarând: „compania mea lucra la realizarea [telenovelei] El Zorro. Mi-au propus duetul cu Alejandro ... care m-a captivat, [am spus:] «ce voce și ce stil [...]». Am realizat acest cântec flamenco-pop, care va fi original și va apărea pe ambele discuri, al său și al meu”.

## Structură, versuri și recenzii
„Amor Gitano” este o baladă ce combină elementele specifice muzicii flamenco cu cele ale muzicii pop contemporane, prezentând și influențe ale unor stiluri abordate de comunitățile de țigani. Piesa este una dintre primele compoziții pe care Knowles le interpretează în limba spaniolă, interpretarea sa fiind apreciată de Common Sense Media, însă, în același timp, înregistrarea a fost descrisă ca fiind „mai mult o noutate decât un single grandios”. Versurile cântecului au un caracter romantic, iar interpretarea celor doi este dublată prin supraînregistrare. Compozitorul Rudy Pérez, care a și consiliat-o pe Beyoncé în timpul procesului de învățare al limbii spaniole, s-a declarat mulțumit de sesiunea de înregistrări, comunicându-i totodată solistei că: „dacă nu ai fi o mare cântăreață, asta ar fi imposibil”, făcând referire interpretarea piesei.

## Ordinea pieselor pe disc
| \| Nr. \| Titlul \| Durată \| \| ------------------------------------------------------- \| ----------------- \| ------ \| \| Descărcare digitală[3] \| \| \| \| 01. \| „Amor Gitano” [A] \| 3:48 \| \| Disc single distribuit în Mexic și America de Sud[2][7] \| \| \| \| 01. \| „Amor Gitano” [A] \| 3:48 \| | Specificații - A ^ Versiunea de pe albumul de proveniență, B'Day (ediție specială). |        |
| Nr. | Titlul                                                                              | Durată |
| Descărcare digitală |                                                                                     |        |
| 01. | „Amor Gitano” [A]                                                                   | 3:48   |
| Disc single distribuit în Mexic și America de Sud |                                                                                     |        |
| 01. | „Amor Gitano” [A]                                                                   | 3:48   |

## Prezența în clasamente
Piesa a fost trimisă posturilor radio din Statele Unite ale Americii la finele lunii februarie a anului 2007, la scurt timp după dezvăluirea primelor informații referitoare de clolaborare dintre Fernández și Knowles. Prima apariție în clasamentele americane a fost înregistrată în ierarhia Billboard Latin Pop Songs, ce contorizează cele mai difuzate cântece latino de pe teritoriul acestei țări. „Amor Gitano” a intrat în ierarhia amintită pe locul douăzeci și trei, fiind unul dintre cele trei debuturi ale ediției și cel mai înalt. Înregistrarea nu a reușit să câștige o poziționare superioară, staționând în lista muzicală timp de zece săptămâni. Piesa nu a intrat și în ierarhia Billboard Hot Latin Songs, devenind un eșec în comparație cu celelalte cântece lansate anterior de Knowles.
Înregistrarea a beneficiat de promovare și în Spania, unde a obținut prima poziție în clasamentul compilat de Promusicae. Cântecul s-a bucurat de succes în această regiune europeană pe întregul an 2007, fiind desemnat cel mai bine vândut single al celor doisprezece luni, comercializându-se în peste 173.000 de descărcări digitale. Astfel, „Amor Gitano” a devansat șlagăre ale unor interprete precum Jennifer Lopez sau Shakira și s-a situat la egalitate cu discul Rihannei, „Umbrella”. Succesul întâmpinat în această regiune a ajutat cântecul să obțină treapta cu numărul cinci în ierarhia Billboard Euro Digital Tracks. Prezențe notabile au fost câștigate și în Argentina sau Mexic.

## Clasamente
| Țară (clasament)                         | Poziția maximă | Referință |
| ---------------------------------------- | -------------- | --------- |
| Argentina (America Top 100)              | 12             | [ 14 ]    |
| Chile (America Top 100)                  | 46             | [ 14 ]    |
| Europa (Billboard — Euro Digital Tracks) | 5              | [ 20 ]    |
| Mexic (America Top 100)                  | 38             | [ 14 ]    |

| Țară (clasament)                     | Poziția maximă | Referință |
| ------------------------------------ | -------------- | --------- |
| Mexic (Descărcări)                   | 5              | [ 21 ]    |
| Spania (Promusicae)                  | 1              | [ 12 ]    |
| Spania (Promusicae — Descărcări)     | 1              | [ 22 ]    |
| S.U.A. (Billboard Latin Pop Airplay) | 23             | [ 23 ]    |

## Versiuni oficiale
- „Amor Gitano” [Versiunea de pe albumul de proveniență, B'Day (ediție specială)]
- „Amor Gitano” [negativ]

## Personal
- Sursă:[4]
- Voci: Alejandro Fernández și Beyoncé
- Producător(i): Rudy Pérez și Beyoncé Knowles
- Textier(i): Jaime Flores, Reyli Barba și Beyoncé Knowles
- Compilat de: Bruce Weeden și asistat de David Lopez
- Aranjor: Rudy Pérez
- Programator(i): Rudy Pérez și Clay Perry

## Datele lansărilor
| Țara           | Data lansării    | Casă de discuri | Format              | Referințe |
| -------------- | ---------------- | --------------- | ------------------- | --------- |
| S.U.A          | februarie, 2007  | Sony BMG        | difuzare radio      | [ 5 ]     |
| S.U.A          | 3 aprilie, 2007  | Sony BMG        | descărcare digitală | [ 3 ]     |
| Franța         | 20 aprilie, 2007 | Sony BMG        | descărcare digitală | [ 24 ]    |
| Regatul Unit   | 29 mai, 2007     | Sony BMG        | descărcare digitală | [ 25 ]    |
| Germania       | 26 iunie, 2007   | Sony BMG        | descărcare digitală | [ 26 ]    |
| America de Sud | 28 august, 2007  | Sony BMG        | disc single         | [ 2 ]     |
| Mexic          | 2007             | Sony BMG        | disc single         | [ 7 ]     |

## Certificări și vânzări
| \| Țara \| Vânzări \| Certificare \| Referințe \| \| ------ \| -------- \| ----------- \| --------- \| \| Spania \| +173.000 \| 8× \| [12][13] \| | Note - reprezintă „disc de platină”; |             |               |
| Țara | Vânzări                              | Certificare | Referințe     |
| Spania | +173.000                             | 8×          | [ 12 ] [ 13 ] |